# Kri-kri
O kri-kri (Capra aegagrus creticus), também chamado de cabra-de-creta, agrimi e íbex-de-creta, é uma subespécie de cabra selvagem encontrada principalmente na ilha de Creta.